# Västra Broby socken
Västra Broby socken i Skåne ingick i Södra Åsbo härad, före 1889 även en del i Luggude härad, uppgick 1952 i Åstorps köping och området ingår sedan 1971 i Åstorps kommun och motsvarar från 2016 Västra Broby distrikt.
Socknens areal är 15,48 kvadratkilometer land. År 2000 fanns här 263 invånare.  En del av tätorten Åstorp med Nyvång (Ormestorp), tätorten Hyllinge samt sockenkyrkan Västra Broby kyrka ligger i socknen.

## Administrativ historik
Socknen har medeltida ursprung.  Före den 1 januari 1886 (ändring enligt beslut den 17 april 1885) var namnet Broby socken. En del av socknen, Hyllinge, tillhörde före 1889 Luggude härad i Malmöhus län och överfördes då till samma härad och län som övriga socknen.
Vid kommunreformen 1862 övergick socknens ansvar för de kyrkliga frågorna till Broby församling och för de borgerliga frågorna bildades Broby landskommun. Landskommunen uppgick 1952 i Åstorps köping som 1971 ombildades till Åstorps kommun. Församlingen uppgick 2002 i Björnekulla-Västra Broby församling.
1 januari 2016 inrättades distriktet Västra Broby, med samma omfattning som församlingen hade 1999/2000.
Socknen har tillhört län, fögderier, tingslag och domsagor enligt vad som beskrivs i artikeln Södra Åsbo härad. De indelta soldaterna tillhörde Norra skånska infanteriregementet och Skånska husarregementet.

## Geografi
Västra Broby socken ligger nordost om Helsingborg kring Vegeån. Socknen är en odlad slättbygd.

## Fornlämningar
Boplatser och lösfynd från stenåldern är funna.

## Namnet
Namnet skrevs 1351 Broby och kommer från kyrkbyn. Efterleden innehåller by, 'gård; by'. Förleden innehåller bro, 'anlagd vägbank i sankmark'..